# زبان گالیسی

زبان گالیسی (رنگ آبی) که بین سال‌های هزار تا ۱۹۰۰ میلادی، کم تکلم تر و محدود به منطقه گالیسیا گردید.

زبان گالیسی از زیر مجموعه‌های زبان‌های رومی یا زبان‌های لاتین (زبان‌های لاتین نو)، شاخه‌ای از زیرخانوادهٔ زبان‌های ایتالیک در خانوادهٔ زبان‌های هندواروپایی است. این زبان جزء زبان‌های ایبرو رومی غربی محسوب می‌شود و بیشتر گویشوران آن در ناحیه گالیسیا از بخش‌های خود مختار اسپانیا واقع در شمال غربی این کشور زندگی می‌کنند. زبان گالیسی در قرن سیزدهم میلادی به عنوان زبان رسمی دربار اسپانیا معرفی شده بود، اما کم‌کم‌اهمیت و جایگاه خود را از دست داده و امروز تنها در منطقهٔ گالیسیا در مجاورت مرزهای شمالی پرتغال بدان مکالمه می‌شود. قانون اساسی ۱۹۸۷ اسپانیا زبان مزبور را به عنوان زبان رسمی این مناطق شناسایی نموده‌است و امروزه حدود ۷٪ جمعیت اسپانیا به این زبان صحبت می‌کنند.